# 주앙 우바우두 히베이루
주앙 우바우두 오조리우 피멘테우 히베이루(João Ubaldo Osório Pimentel Ribeiro, 1941년 1월 23일~)는 브라질의 작가이다.